# Torneio República
O Torneio República (em espanhol: Torneo República) também conhecido com Copa da República foi um campeonato de futebol entre os clubes do Paraguai, disputado entre 1942 e 1953 como Copa de Honor e depois em 1975 e 1995 como Copa da República. O objetivo do torneio, que era disputado no começo do ano, era integrar os clubes da capital, Assunção, com os clubes da UFI (Unión del Fútbol del Interior), e dar a estes a possibilidade de se classificar para as competições internacionais organizadas pela CONMEBOL.

## Títulos por clube
| Clube               | Total     |
| ------------------- | --------- |
| Olimpia             | 7 títulos |
| Cerro Porteño       | 6 títulos |
| Nacional            | 3 títulos |
| Libertad            | 2 títulos |
| Sportivo Luqueño    | 1 título  |
| Atlético Colegiales | 1 título  |
| Cerro Corá          | 1 título  |

## Campeões
| Edição | Campeão           | Ano  |
| ------ | ----------------- | ---- |
| 1      | Nacional          | 1942 |
| 2      | Olimpia           | 1943 |
| 3      | Nacional          | 1944 |
| 4      | Cerro Porteño     | 1945 |
| 5      | Nacional          | 1946 |
| 6      | Olimpia           | 1947 |
| 7      | Olimpia           | 1948 |
| 8      | Cerro Porteño     | 1949 |
| 9      | Cerro Porteño [*] | 1950 |
| 10     | Olimpia           | 1951 |
| 11     | Libertad [*]      | 1952 |
| 12     | Sportivo Luqueño  | 1953 |

| Ano  | Campeão             | Vice-campeão              |
| ---- | ------------------- | ------------------------- |
| 1975 | Libertad*           | ?                         |
| 1976 | Olimpia             | Libertad                  |
| 1978 | Cerro Porteño       | Libertad                  |
| 1987 | Olimpia*            | Olimpia de Itá            |
| 1990 | Atlético Colegiales | Sportivo Luqueño          |
| 1991 | Cerro Porteño       | Sportivo Luqueño          |
| 1992 | Olimpia*            | Cerro Porteño             |
| 1993 | Cerro Corá          | Guaraní de Coronel Oviedo |
| 1994 | Não disputado       | Não disputado             |
| 1995 | Cerro Porteño       | Libertad                  |

Nota: * – Invicto